# Bilo (Chorwacja)
Bilo – wieś w Chorwacji, w żupanii karlowackiej, w gminie Cetingrad. W 2011 roku liczyła 16 mieszkańców.